# Zbigovci
Zbigovci so naselje v Občini Gornja Radgona.